# Hector Guimard

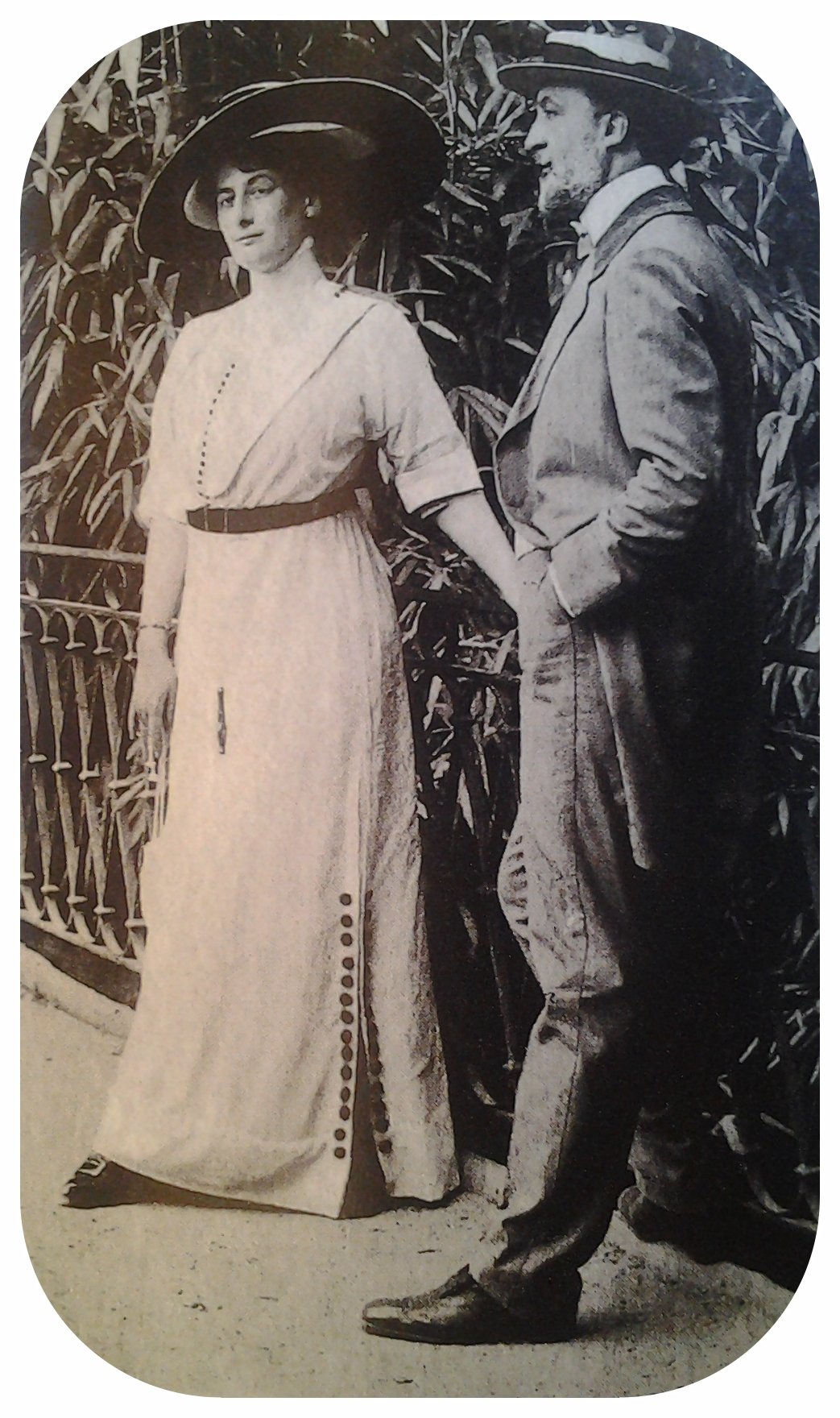
Hector Guimard und seine Gattin Adeline

Hector Guimard (* 10. März 1867 in Lyon; † 20. Mai 1942 in New York City) war ein französischer Architekt und Designer.

## Leben
Guimard war einer der wichtigsten französischen Art-Nouveau-Künstler, er erhob das Postulat der untrennbaren Einheit von Architektur, Möbeln und dekorativem Zubehör.
Ab 1895 entstand eine Reihe von Häusern, in denen Guimard seine Vorstellungen verwirklichen konnte, darunter die Villa Berthe in Le Vésinet. Im Mappenwerk L'Art dans Habitation Moderne von 1898 dokumentierte Guimard die Entwürfe und Arbeiten für seinen ersten großen Auftrag, das Castel Béranger, Rue La Fontaine Nr. 60 in Paris. Darin legte er auch bekenntnishaft sein künstlerisches Credo von der organischen Einheit der Architektur und Raumkunst dar. Guimards Gestaltungswille ließ kein Element des täglichen Lebens aus, kein Detail erschien ihm unwichtig. So schuf er zum Beispiel für das Eau de Toilette „Kantirix“ anlässlich der Weltausstellung des Jahres 1900 einen Flakon.
Guimard war Architekt der Synagoge der Rue Pavée im Marais, seines einzigen sakralen Gebäudes. Viele der älteren Stationseingänge der Pariser Métro sind noch mit den von Guimard entworfenen verflochtenen Eisenträgern ausgestattet.

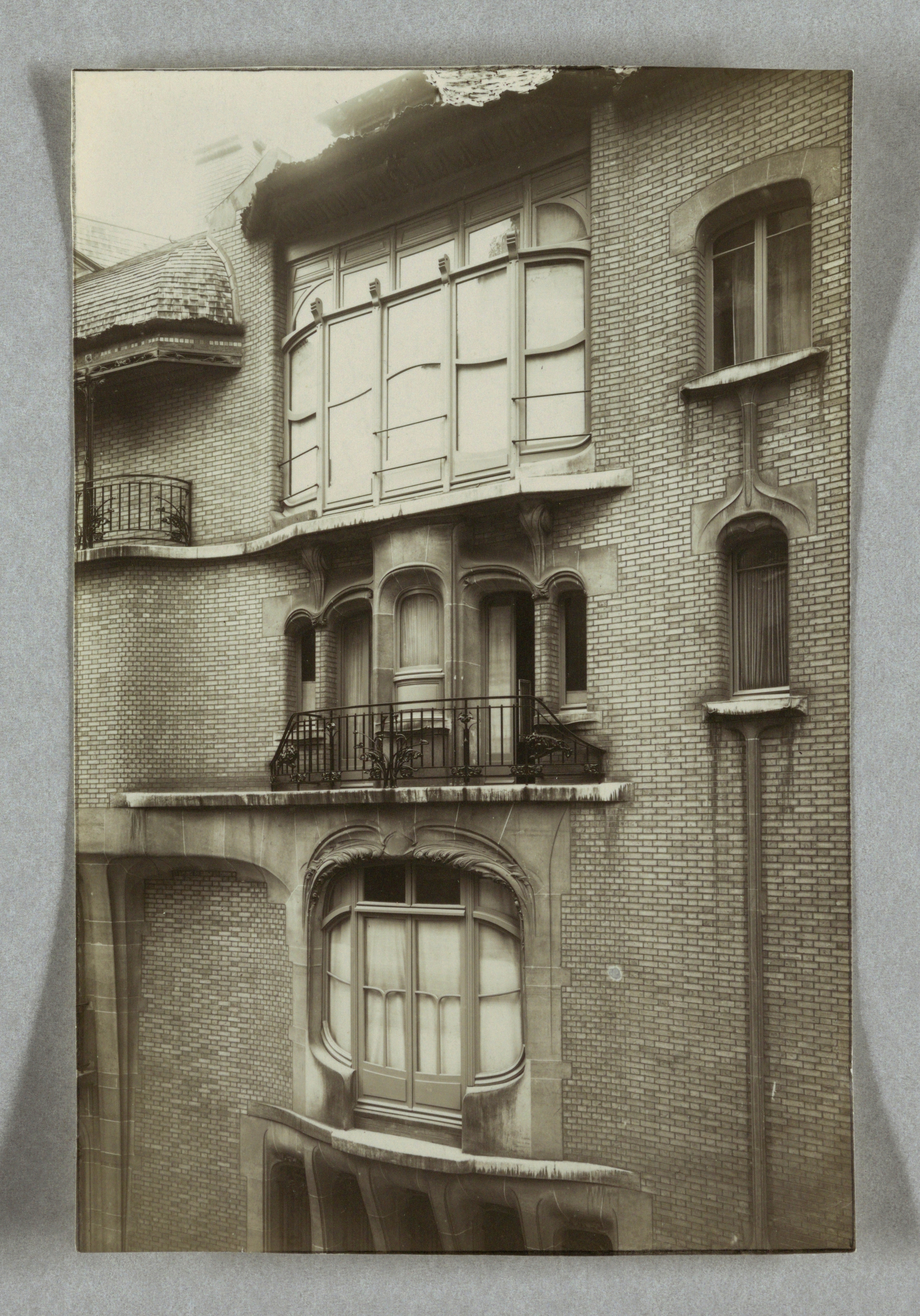
Fassade des Hauses von Hector Guimard, 22 Rue Mozart, ca. 1910
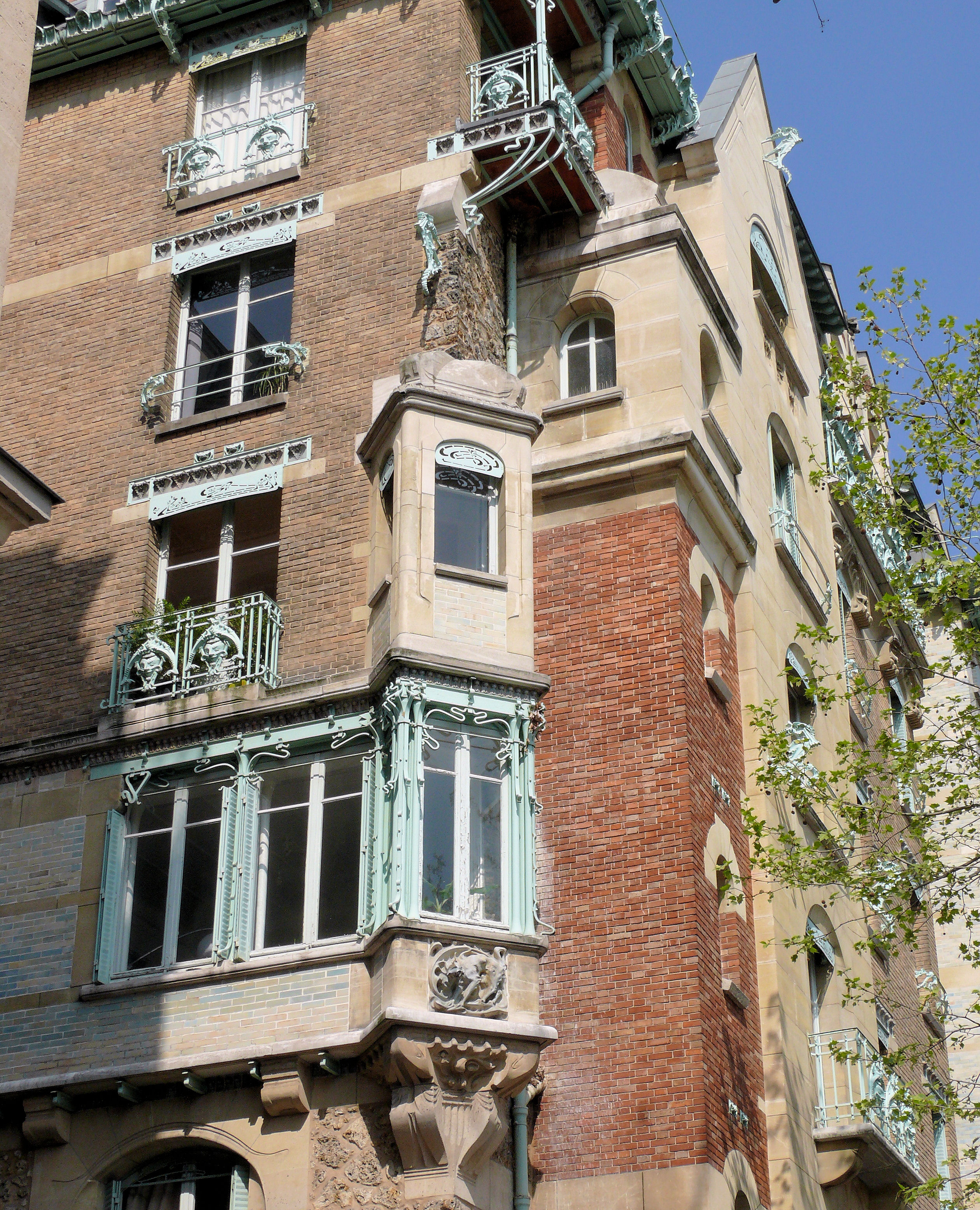
Castel Béranger
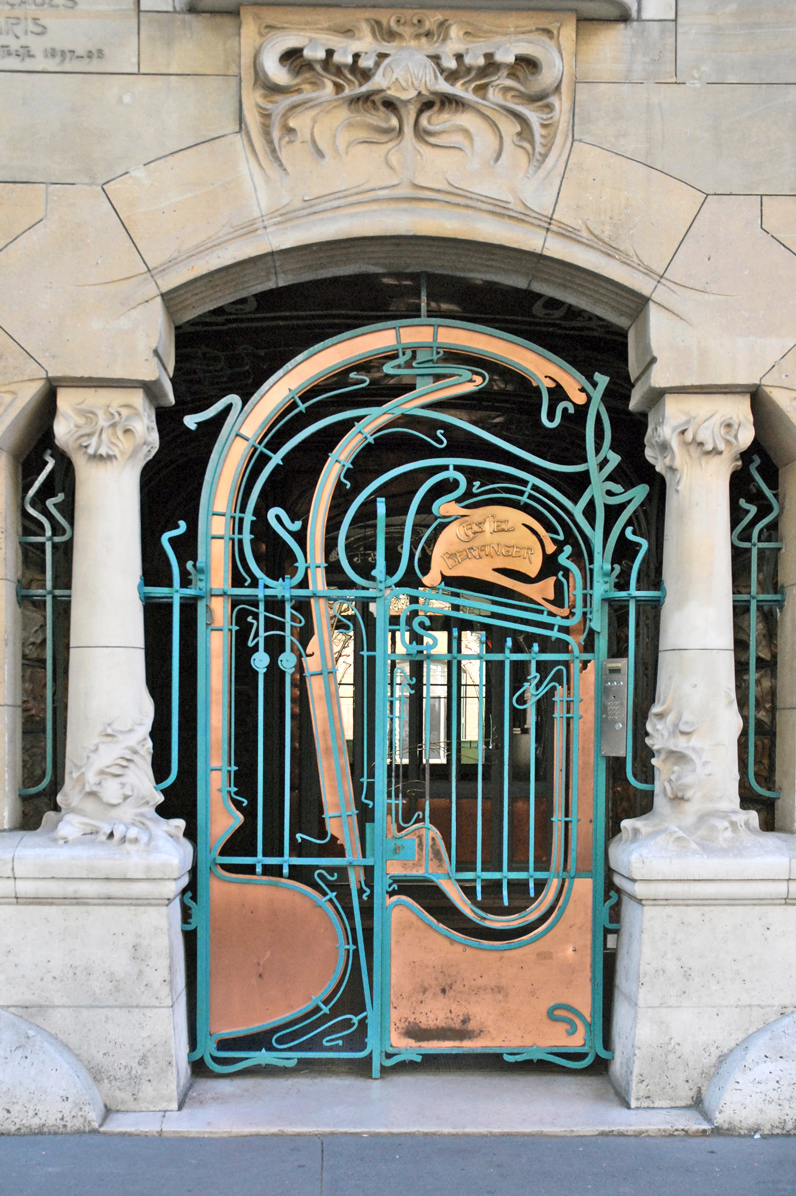
Eingangstor am Castel Béranger
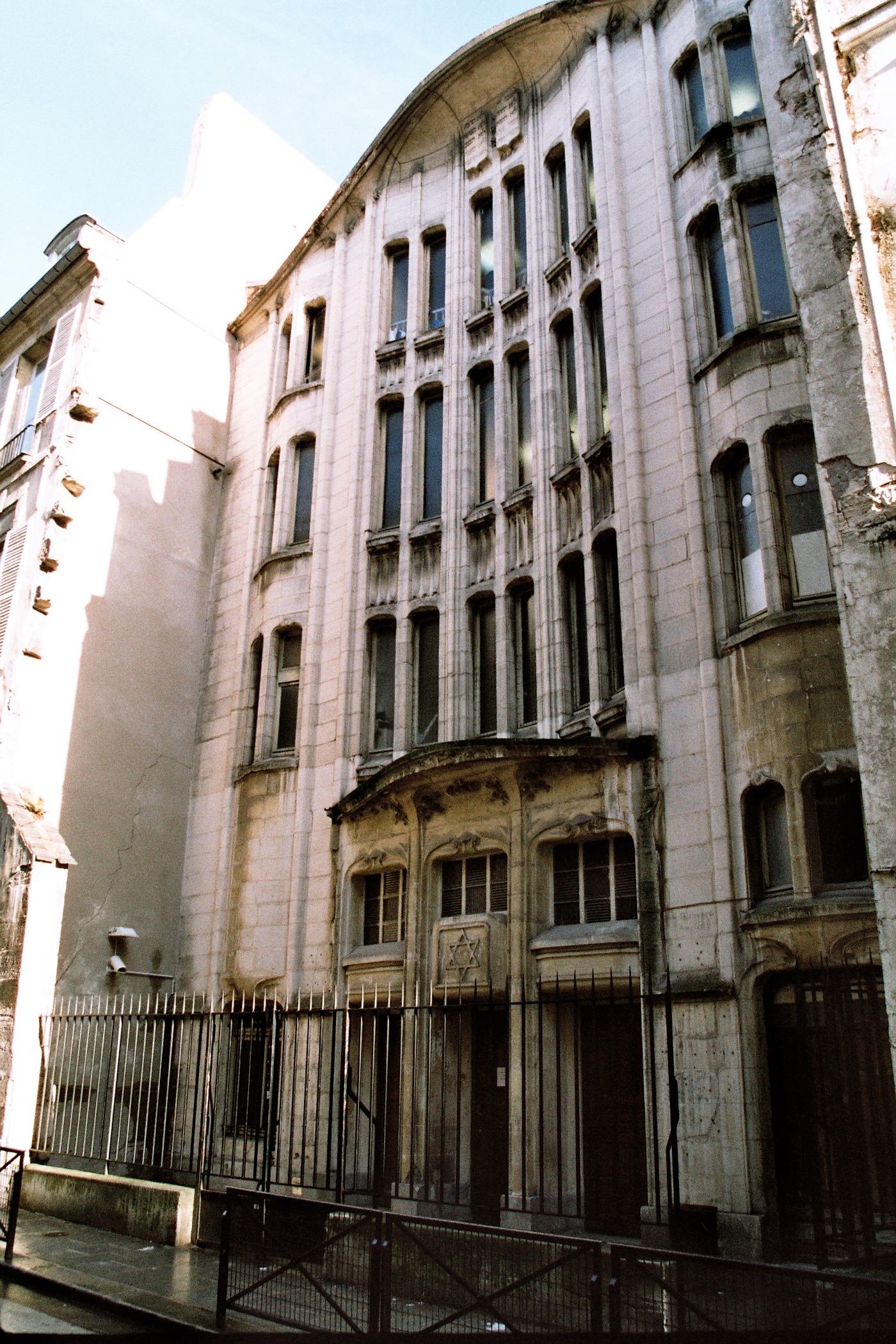
Synagoge der Rue Pavée
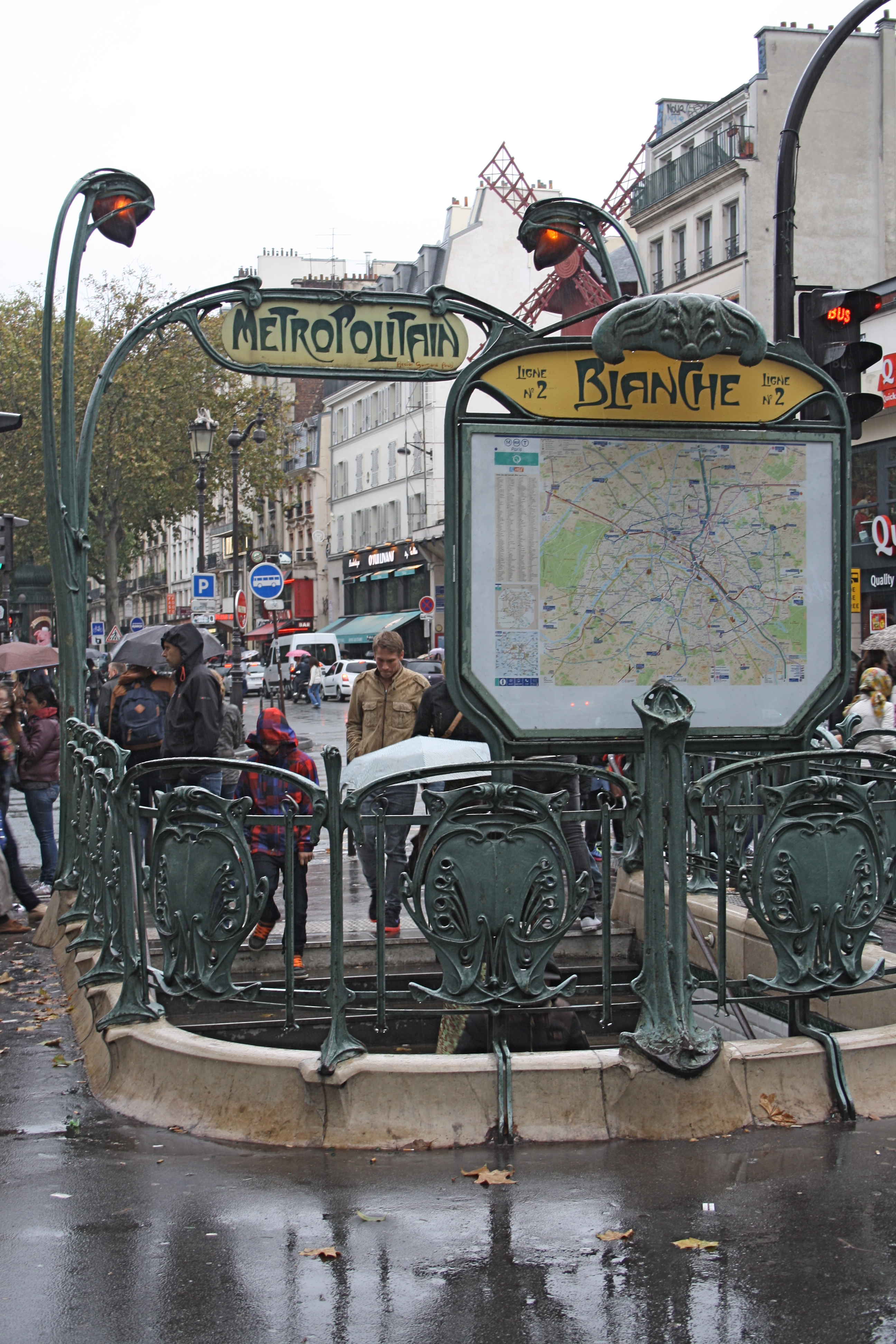
Von Hector Guimard gestalteter Métroeingang mit verflochtenen Eisenträgern
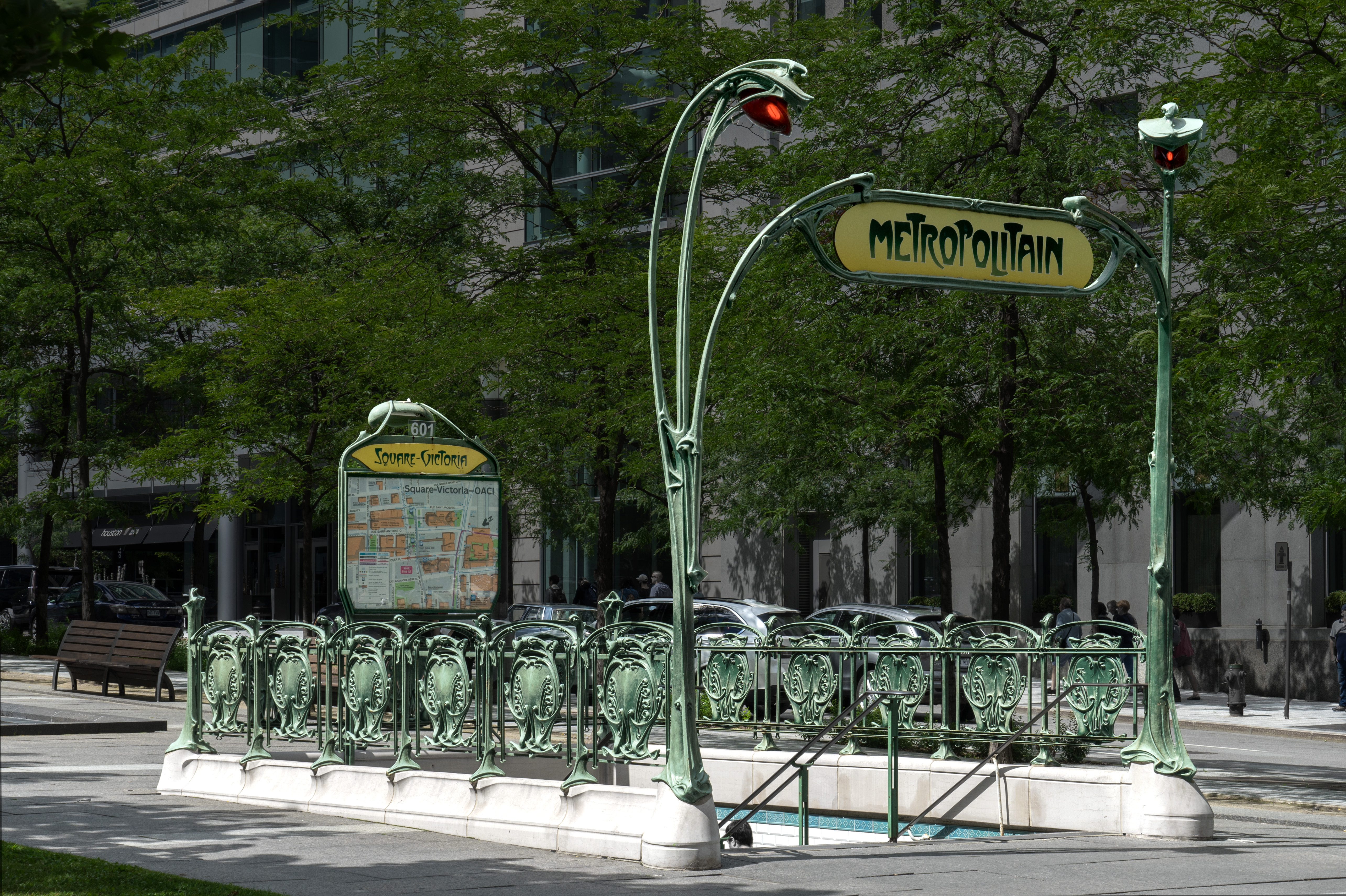
Originaler Guimard-Eingang, Geschenk der RATP an die Metro Montreal

## Stationseingänge der Pariser Métro

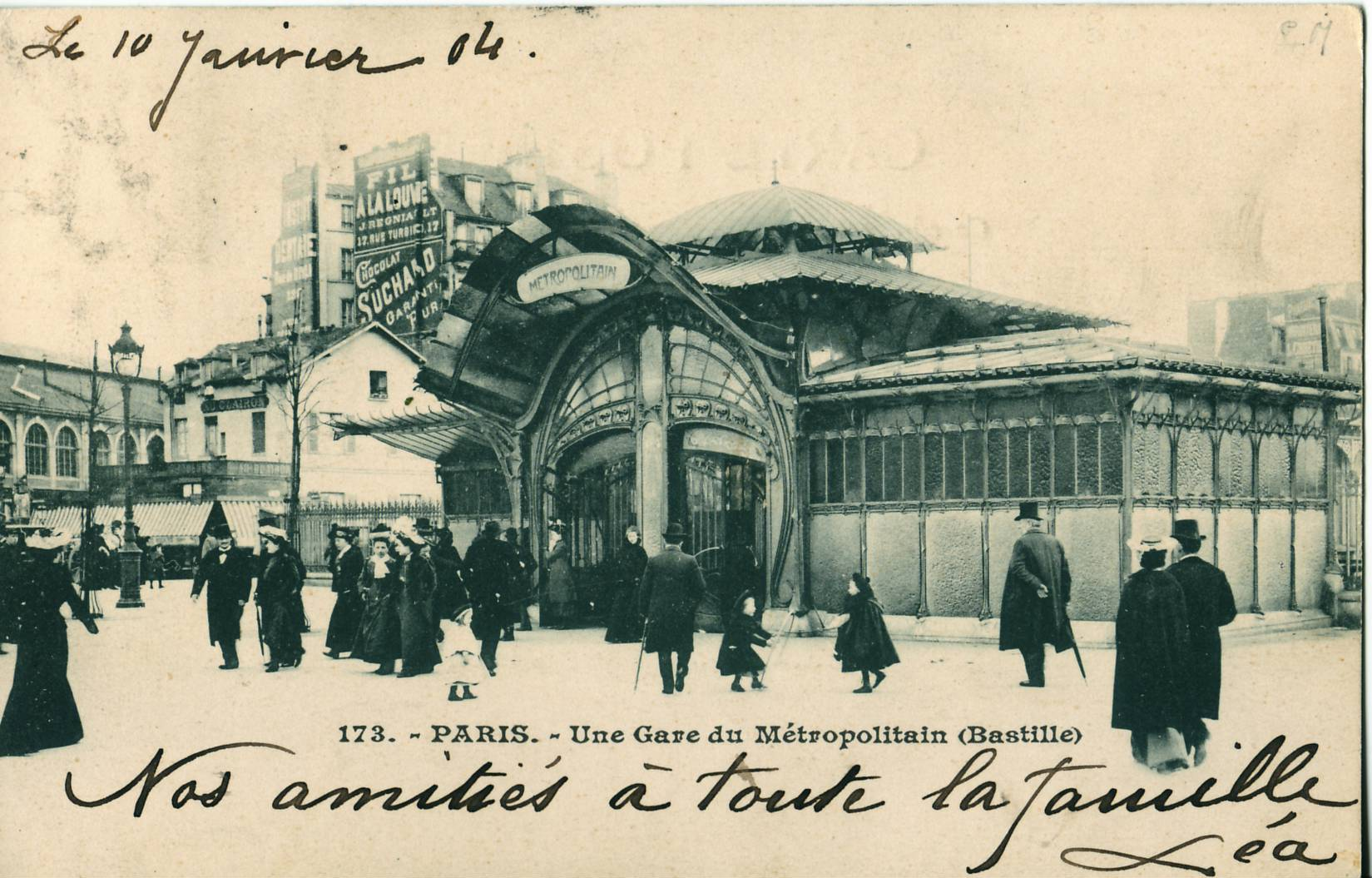
Ehemaliges Eingangsgebäude der Station Bastille

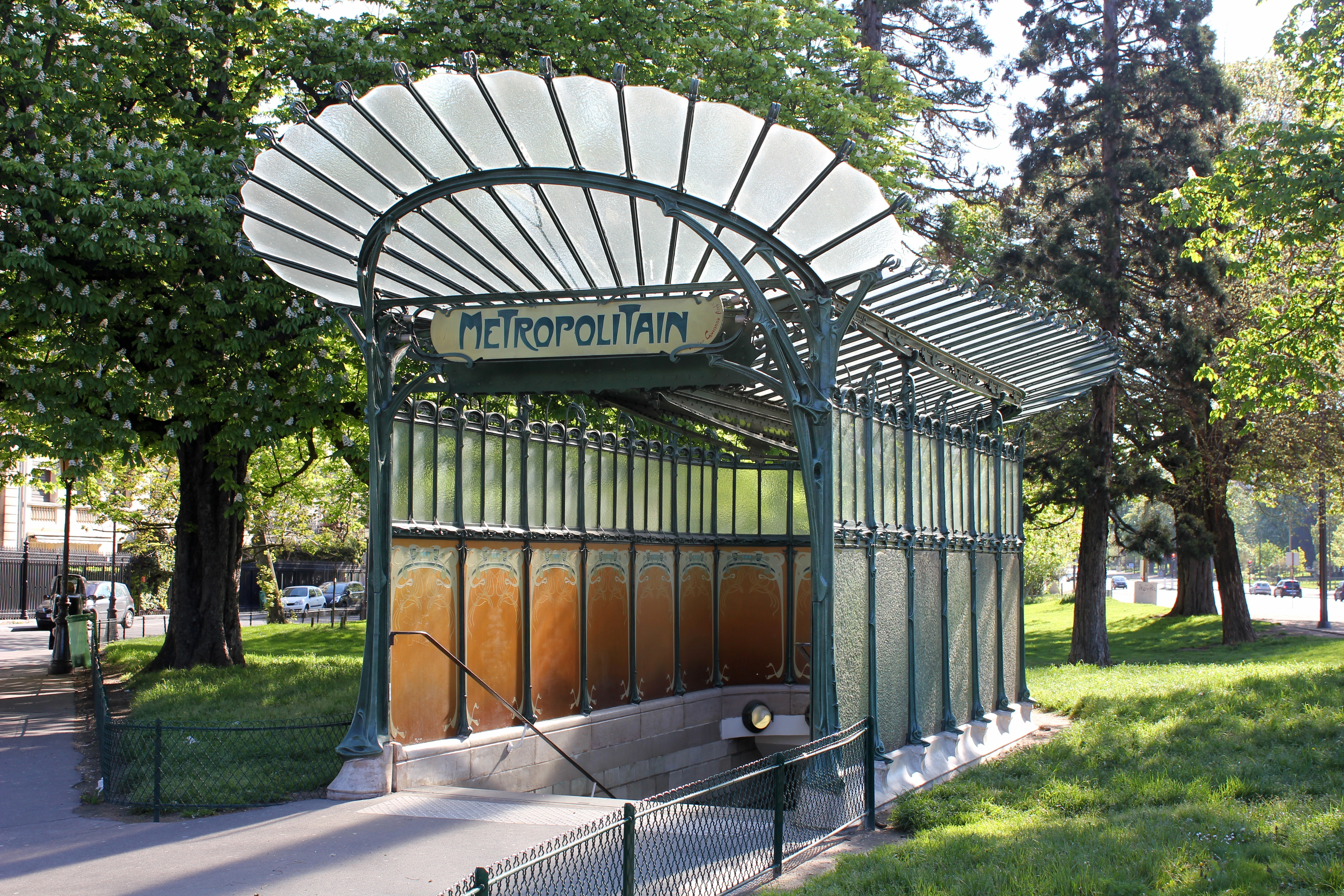
Denkmalgeschützter Zugang Typ „B“ an der Station Porte Dauphine

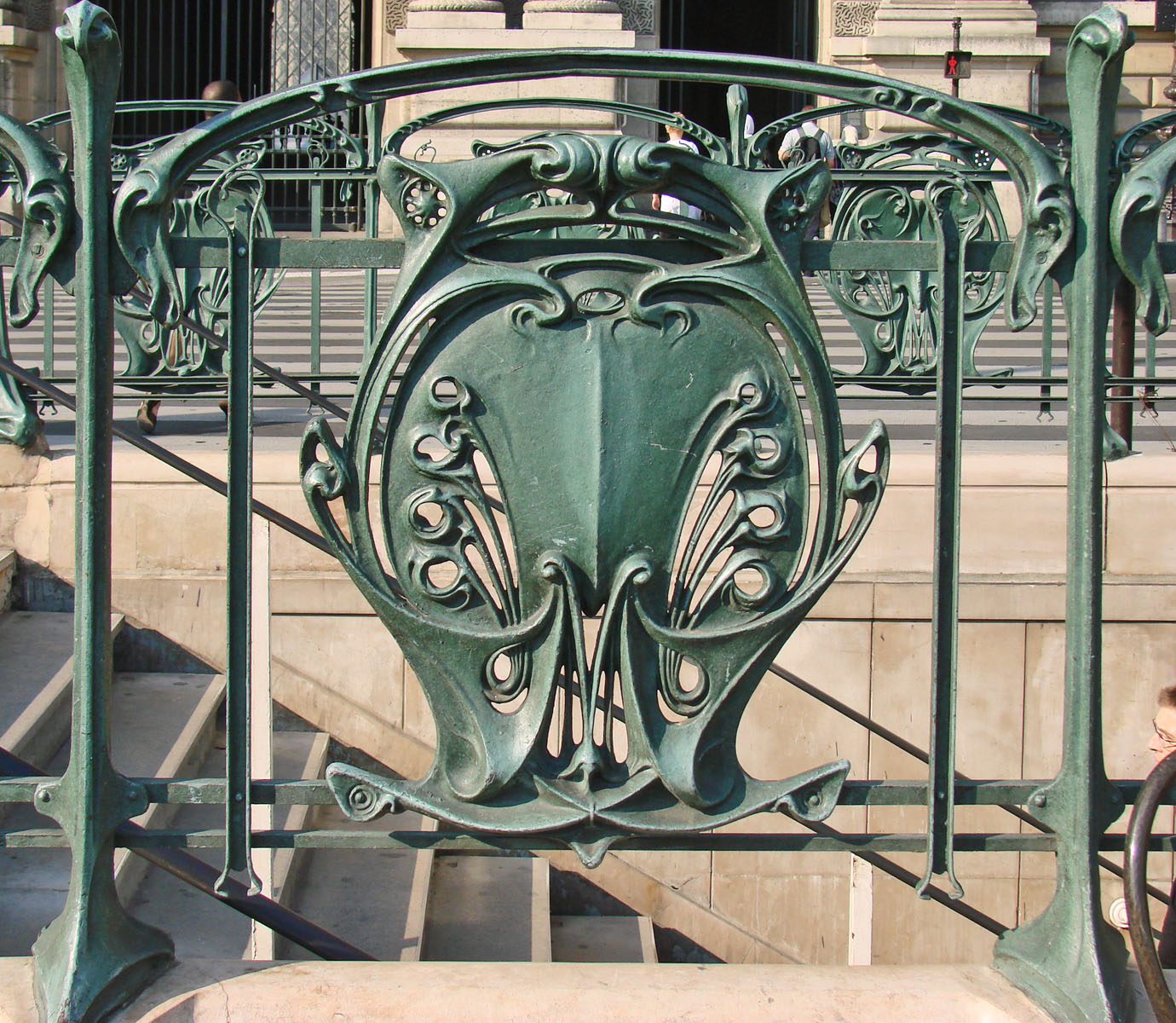
Detail der Umrandung, Zugang zur Station Palais Royal – Musée du Louvre

1899 lobte der künftige Betreiber der Pariser Métro, die Compagnie du chemin de fer métropolitain de Paris (CMP), auf der Suche nach einem Design für ihre unterirdischen Stationen einen Wettbewerb aus. Von den eingegangenen Entwürfen konnte jedoch keiner überzeugen. Ihr Präsident Adrien Bénard, ein Bewunderer des Art nouveau, schlug daraufhin Hector Guimard vor, der sich nicht am Wettbewerb beteiligt hatte, in jenem Jahr aber u. a. eine beachtete Straßenbahnhaltestelle in Caen entworfen hatte. Er gab ihm den Auftrag, Formen zu entwickeln, die wiedererkennbar sein sollten, die dabei aber nicht den Abstieg in eine industrielle Hölle suggerieren durften. Die Zugänge sollten einladend wirken und ihr Design vielmehr an Äste und Kaninchenhöhlen erinnern.
Von Guimards Entwürfen wurden vier Arten von Zugängen realisiert. Zwei große Gebäude entstanden an den Stationen Bastille und Étoile der Métrolinie 1. Ihr gebogenes, reich verziertes Äußeres sollte an japanische Pagoden erinnern. Der Eingangsbau am U-Bahnhof Étoile wurde mit einem ebenfalls von Guimard gestalteten Technikbauwerk bereits 1926 wieder abgerissen. Das markante Gebäude über dem Ostkopf der Station Bastille verschwand 1962.
Kleinere überdachte Zugangsbauwerke entstanden als Typ „A“ (verglaste Dächer auf eisernen Stützen) an den U-Bahnhöfen Reuilly – Diderot, Saint-Paul und Hôtel de Ville. Letzteres wurde später an die Station Abbesses verlegt, wo es noch heute existiert.
Ähnlich, aber verspielter und aufwendiger gestaltet war die Bauart „B“, von deren acht Exemplaren eines an der Station Porte Dauphine überlebt hat. Ursprünglich stand ein solches Bauwerk auch am U-Bahnhof Nation.
Vereinzelt entwarf Guimard Sonderbauformen, wie zum Beispiel eine auf nur drei Säulen ruhende Überdachung an der Station Gare de Lyon. An einem Eingang des U-Bahnhofs Châtelet hat die RATP ein Replikat dieses Bauwerks aufgestellt.
Ab 1901 erhielten die Zugänge keine Überdachungen mehr. Mit dem offenen Standardtyp wurden 154 Métroeingänge ausgestattet, 84 davon sind in Paris noch existent. Den Treppenschacht rahmt auf drei Seiten ein gemauerter Sockel ein, der ein reich verziertes, grün lackiertes schmiedeeisernes Geländer trägt. Zwei gebogene, in sich verflochtene Pfosten flankieren den Schacht etwa in Höhe der obersten Stufe. An der gebogenen Spitze tragen sie je eine Lampe mit orangefarbenem Glas. Sie sind mit einem filigranen Querträger verbunden, der in der Mitte ein Schild mit dem Schriftzug METROPOLITAIN trägt. Nachträglich wurden ab 1913 im Stil Guimards gegenüber oder seitlich beleuchtete Informationstafeln aufgestellt, die heute einen Stadtplan mit eingezeichneten Métro-, RER- und Straßenbahnlinien zeigen. Die früher häufig separaten Ausgänge erhielten entsprechende Geländer, aber keinen weiteren Hinweis auf ihre Funktion.
1902 kam es mit der CMP zu einer Auseinandersetzung auf finanzieller und rechtlicher Ebene. Im folgenden Jahr wurde eine Übereinkunft erzielt, die es der CMP erlaubte, Zugänge auch von anderen Architekten gestalten zu lassen. Als erste erhielten die Treppenabgänge des U-Bahnhofs Opéra 1904 von Joseph Cassien-Bernard entworfene steinerne Balustraden im neoklassizistischen Stil.
Bereits 1910 wurde der Stil Guimards als nicht mehr modern erachtet. Die von ihm entworfenen und von der Kunstgießerei Fonderie d’art du Val d’Osne gefertigten Teile wurden aber noch bis 1913 – allerdings seit ca. 1910 ohne seine Mitwirkung – an fast allen in unterirdische Stationen führenden Zugängen angebracht. An besonders exponierten U-Bahnhöfen wie jenen an der Avenue des Champs-Élysées wurden sie durch Balustraden des Typs Cassien-Bernard ersetzt. Teilweise wurden die Guimard-Brüstungen beibehalten, die gebogenen Laternen wichen aber Kandelabern der Typen Val d’Osne (ab 1913) oder Adolphe Dervaux (ab 1921).
Die insgesamt 87 noch vorhandenen Guimard-Zugänge wurden 1978 unter Denkmalschutz gestellt.

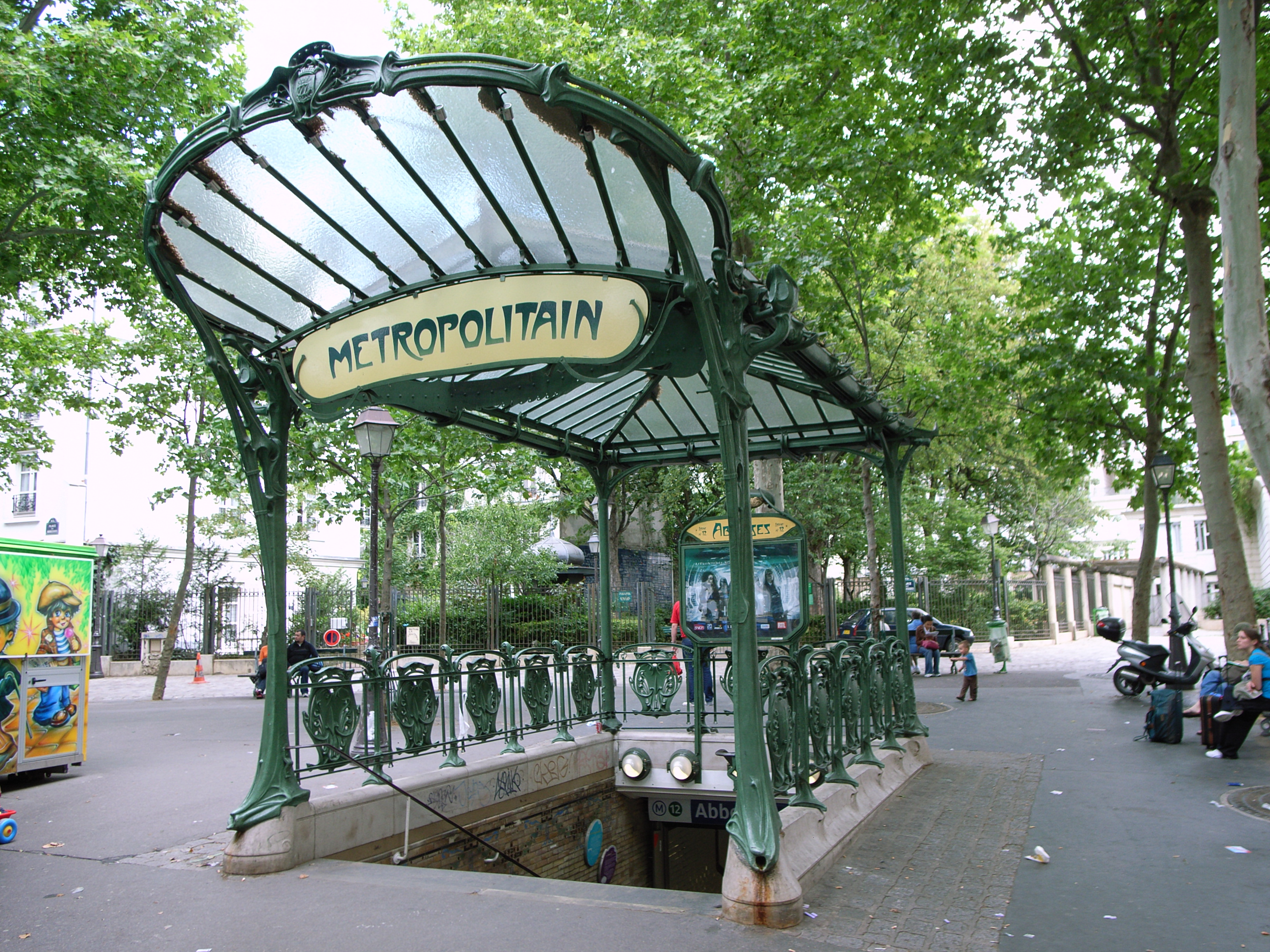
Überdachter Zugang des Typs „A“ an der Station Abbesses
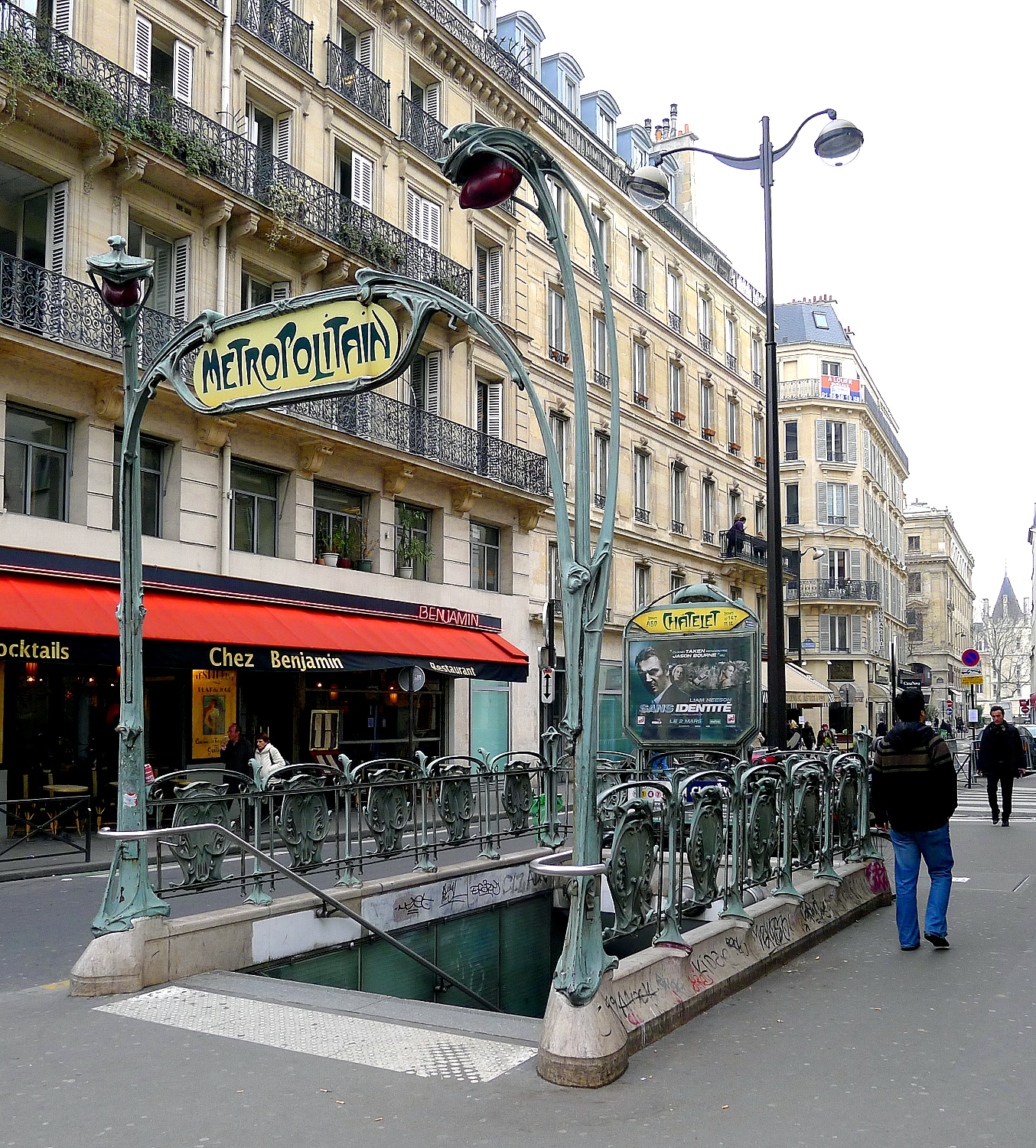
Métroeingang ohne Überdachung, U-Bahnhof Châtelet
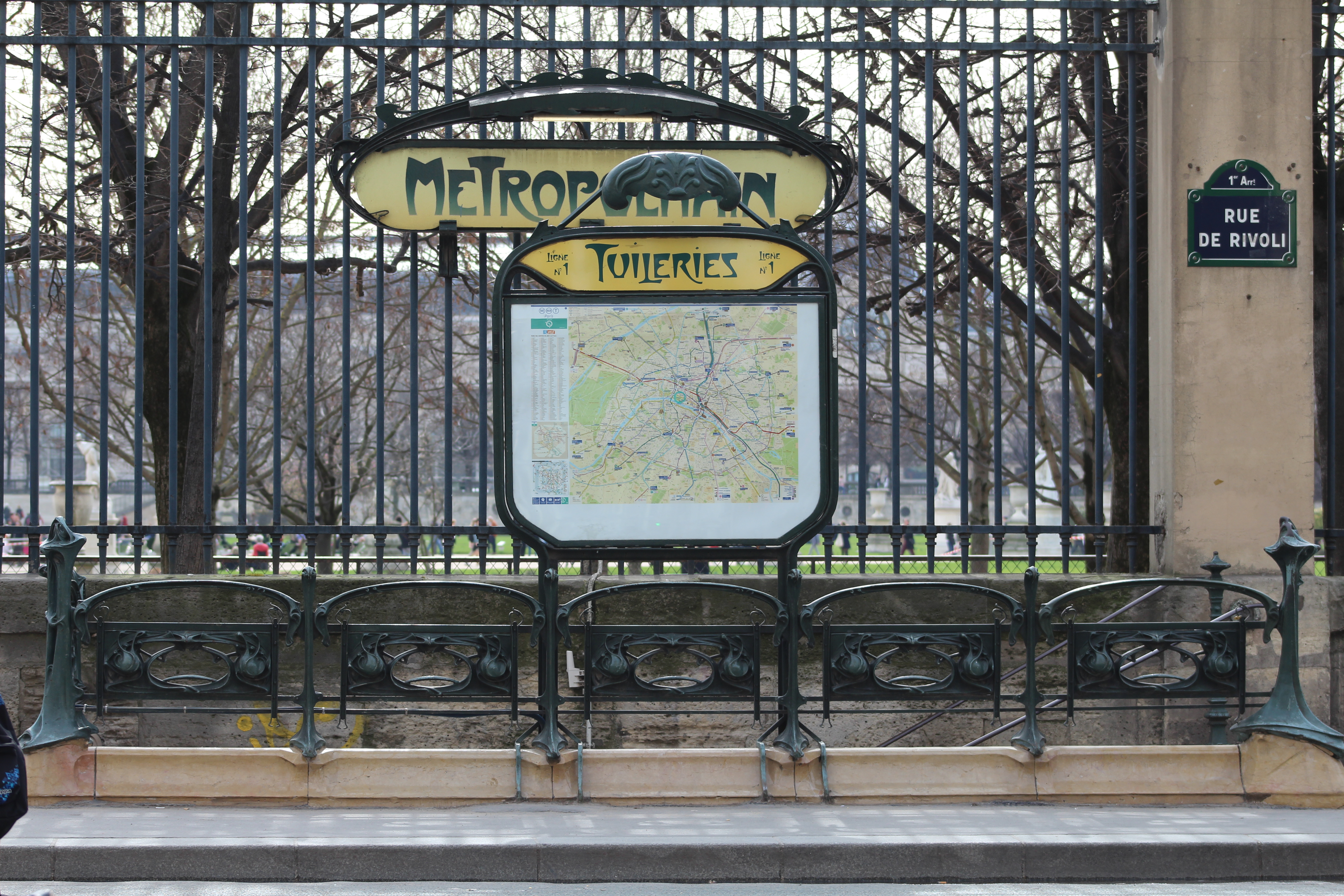
Geländer und nachträglich angebrachte Infotafel im Guimard-Stil an der Station Tuileries
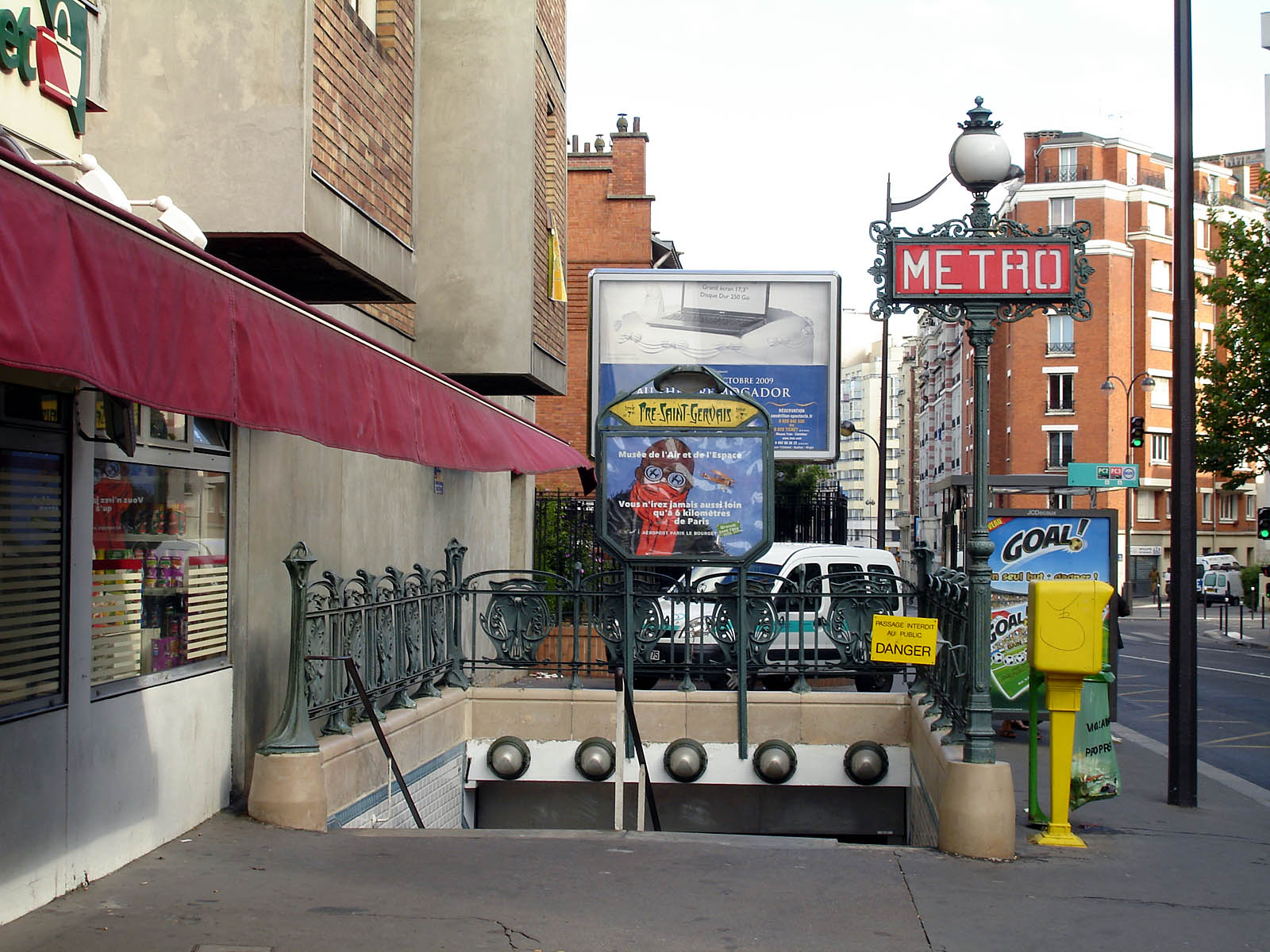
Guimard-Brüstung mit Val-d’Osne-Kandelaber, Station Pré-Saint-Gervais
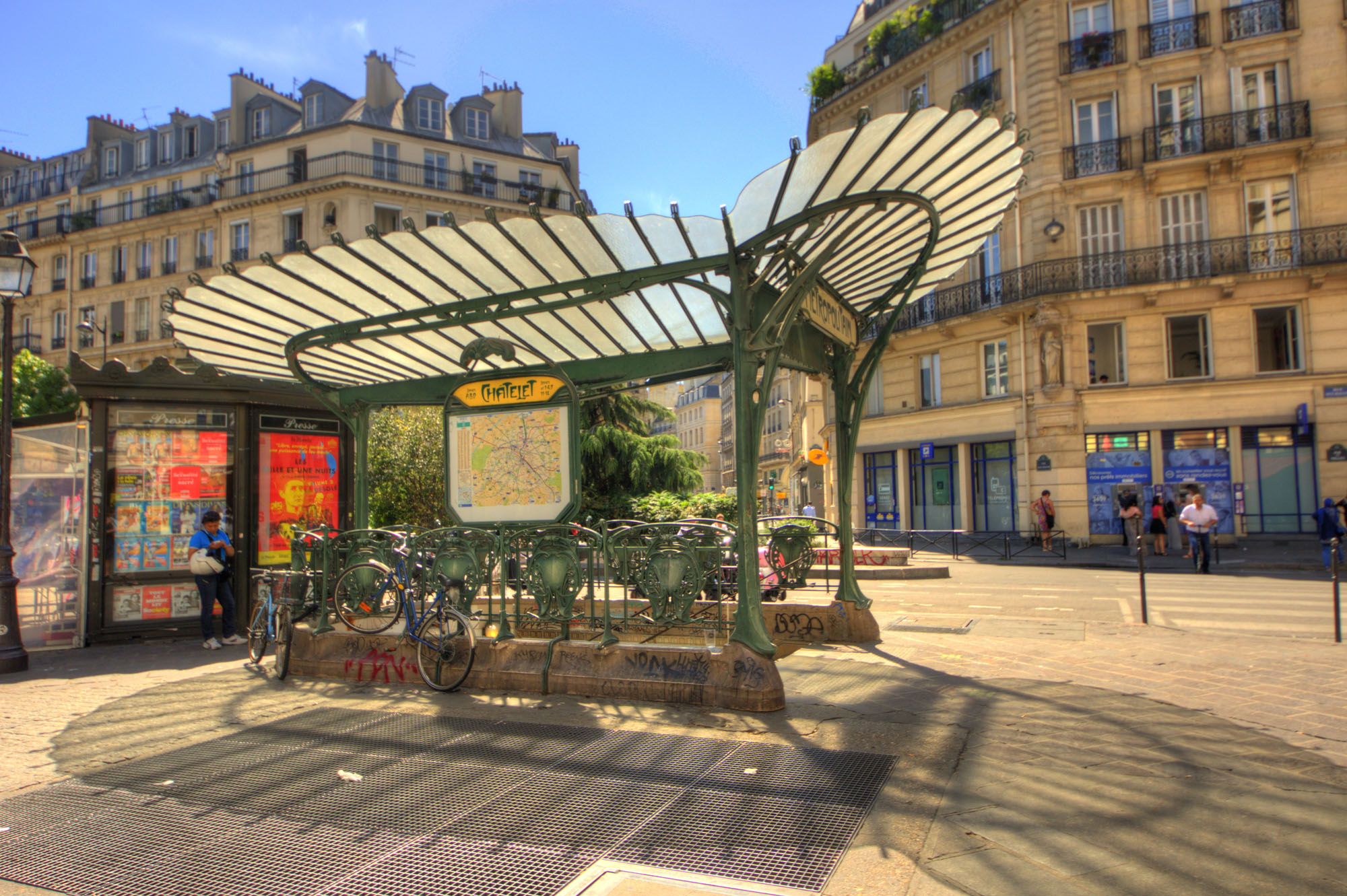
Replikat des ehemaligen Zugangs Gare de Lyon am U-Bahnhof Châtelet